# Galatasaray Istanbul/Saison 1934/35

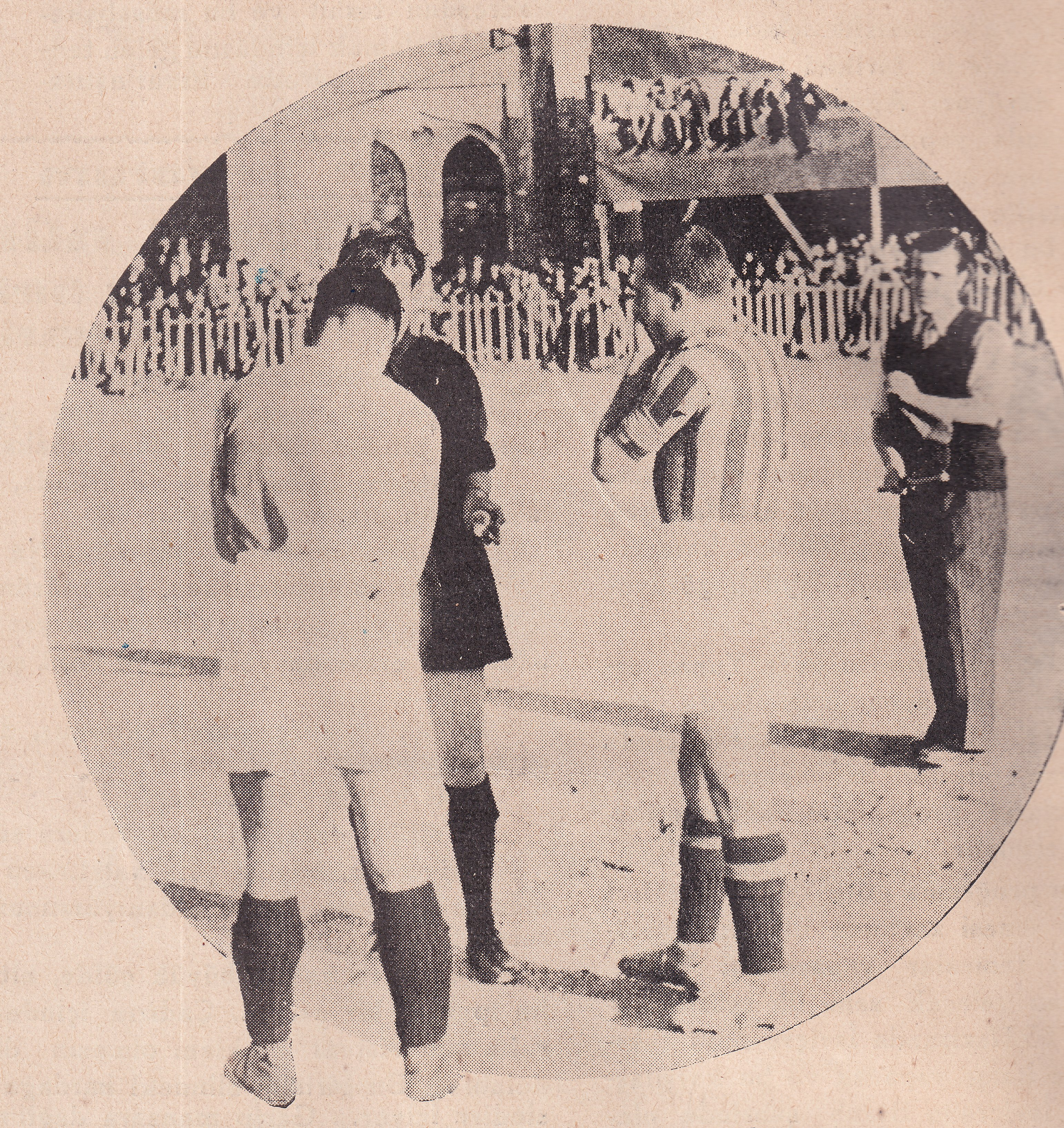
Aus dem Olympia-Magazin vom 3. November 1934, Bild vom Spiel Fenerbahçe gegen Galatasaray.

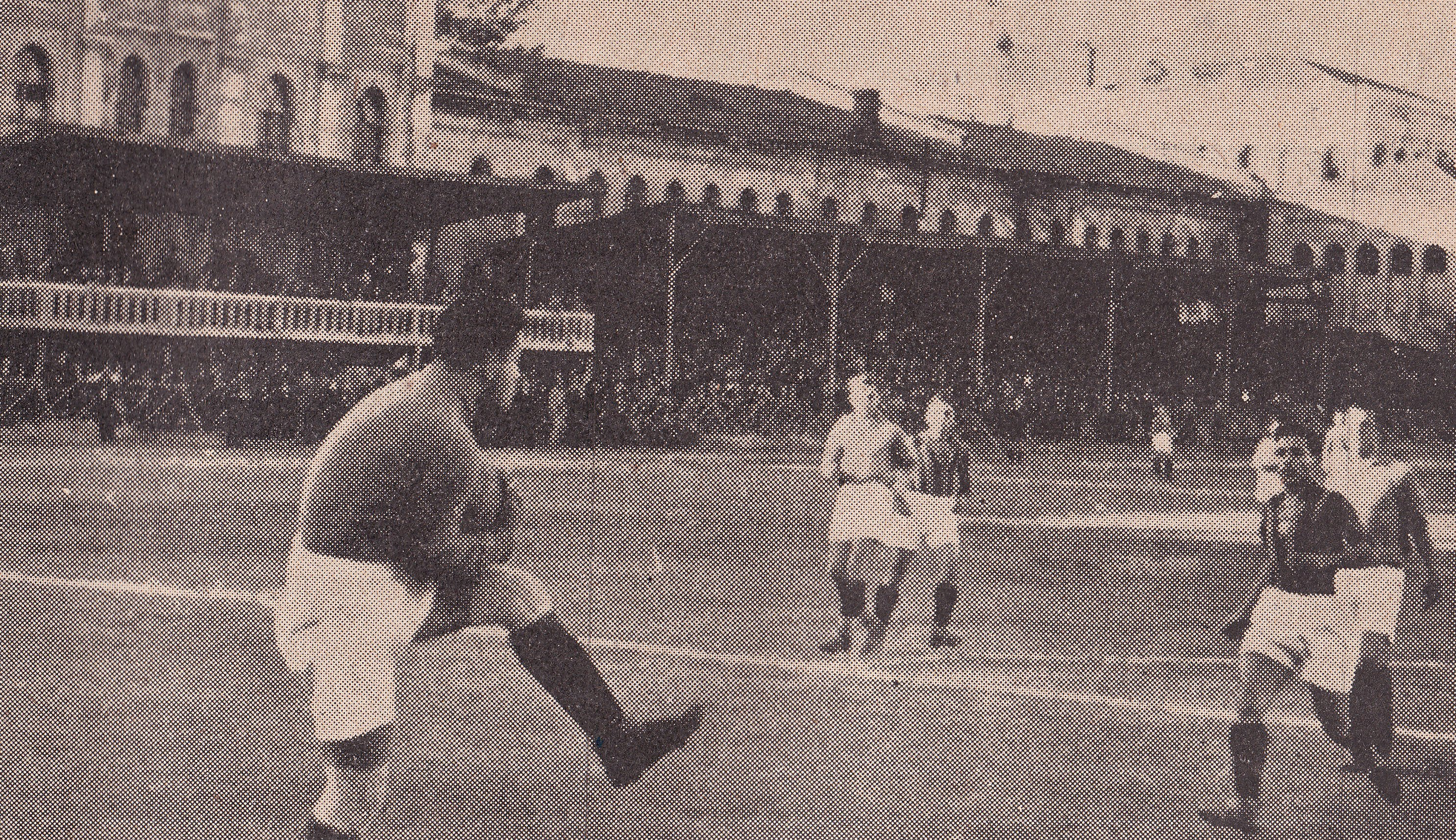
Aus dem Olympia-Magazin vom 3. November 1934, Bild vom Spiel Fenerbahçe gegen Galatasaray.

Die Saison 1934/35 von Galatasaray Istanbul war die 29. Saison in der Vereinsgeschichte und die 21. Saison in der İstanbul Futbol Ligi. Der Klub beendete die Saison auf dem 2. Platz.

## Personalien

### Kader
| Nat.       | Name             |
| Torhüter   | Torhüter         |
| ---------- | ---------------- |
| Turkei     | Hızır Hantal     |
| Turkei     | Avni Kurgan      |
| Abwehr     |                  |
| Turkei     | Lütfü Aksoy      |
| Turkei     | Osman Alyanak    |
| Turkei     | Faruk Barlas     |
| Mittelfeld |                  |
| Turkei     | Suavi Atasagun   |
| Turkei     | Fahir Bekdik     |
| Turkei     | Nihat Bekdik     |
| Turkei     | Kadri Dağ        |
| Turkei     | Muzaffer Tuğ     |
| Turkei     | İbrahim Tusder   |
| Angriff    |                  |
| Turkei     | Şemsi Abdi       |
| Turkei     | Cafer Akyaz      |
| Turkei     | Adnan Bindal     |
| Turkei     | Salahattin Buda  |
| Turkei     | Necdet Cici      |
| Turkei     | Münevver Epirden |
| Turkei     | Gündüz Kılıç     |
| Turkei     | Rasih Minkari    |
| Turkei     | Fazıl Özkaptan   |
| Turkei     | Danyal Vuran     |

## Saison
Alle Ergebnisse aus Sicht von Galatasaray Istanbul.
Die Tabelle listet alle İstanbul-Futbol-Ligi des Vereins der Saison 1934/35 auf. Siege sind grün, Unentschieden gelb und Niederlagen rot markiert.

### İstanbul Futbol Ligi
| ST | Datum             | Gegner              | Ort                        | Ergebnis   | Tor(e) für Galatasaray Istanbul | Karte(n) für Galatasaray Istanbul |
| -- | ----------------- | ------------------- | -------------------------- | ---------- | --- | --------------------------------- |
| 01 | 12. Oktober 1934  | Istanbulspor        | Taksim-Stadion, Istanbul   | 1:0 (0:0)  | 1:0 Tusder (60.) | keine                             |
| 02 | 26. Oktober 1934  | Vefa Istanbul       | Taksim-Stadion, Istanbul   | 1:0 (1:0)  | 1:0 Minkari (19.) | keine                             |
| 03 | 16. November 1934 | Süleymaniye         | Taksim-Stadion, Istanbul   | 10:0 (3:0) | 1:0 Bekdik (1.), 2:0 Epirden (2.), 3:0 Cici (25.), 4:0 Cici (47.), 5:0 Bekdik (53.), 6:0 Vuran (59. Elfmeter), 7:0 Özkaptan (77.), 8:0 Aksoy (79.), 9:0 Dağ (84.), 10:0 Özkaptan (86.) | keine                             |
| 04 | 23. November 1934 | Beykozspor          | Taksim-Stadion, Istanbul   | 5:1 (3:0)  | 1:0 Buda (9.), 2:0 Vuran (33.), 3:0 Vuran (36.), 4:1 Buda (71.), 5:1 Epirden (82.) | keine                             |
| 05 | 30. November 1934 | Fenerbahçe Istanbul | Taksim-Stadion, Istanbul   | 0:0        | keine | keine                             |
| 06 | 21. Dezember 1934 | Beşiktaş Istanbul   | Şeref Stadyumu, Istanbul   | 0:2 (0:1)  | keine | keine                             |
| 07 | 10. Januar 1935   | Istanbulspor        | Şeref Stadyumu, Istanbul   | 4:2 (2:1)  | 1:1 Paçalıoğlu (21. Eigentor), 2:1 Cici (7.), 3:1 Vuran (70.), 4:2 Vuran (87.) | keine                             |
| 08 | 18. Januar 1935   | Beşiktaş Istanbul   | Şeref Stadyumu, Istanbul   | 1:2 (2:1)  | 1:0 Buda (27.) | keine                             |
| 09 | 25. Januar 1935   | Vefa Istanbul       | Fenerbahçe Stadı, Istanbul | 2:1 (2:1)  | 1:1 Buda (19.), Epirden (35. Elfmeter) | Cici (63.)                        |
| 10 | 15. Februar 1935  | Süleymaniye         | Şeref Stadyumu, Istanbul   | 4:0 (3:0)  | 1:0 Vuran (10.), 2:0 Vuran (13.), 3:0 Özkaptan (18.), 4:0 Akyaz (86.) | keine                             |
| 11 | 22. Februar 1935  | Beykozspor          | Fenerbahçe Stadı, Istanbul | 3:1 (3:1)  | 1:0 Cici (7.), 2:1 Epirden (23.), 3:1 Aksoy (29.) | keine                             |
| 12 | 1. März 1935      | Fenerbahçe Istanbul | Fenerbahçe Stadı, Istanbul | 4:0 (2:0)  | 1:0 Özkaptan (7.), 2:0 Özkaptan (34.), 3:0 Bindal (70.), 4:0 Epirden (79. Elfmeter) | keine                             |

Fenerbahçe reichte ein Unentschieden, um die Meisterschaft zu gewinnen. Als Galatasaray jedoch mit 4:0 gewann, gab es einen Punktegleichstand zwischen den beiden Mannschaften und es wurde beschlossen, ein Endspiel zwischen ihnen auszutragen.

#### Meisterschaftsfinale
| Paarung              | Galatasaray Istanbul – Fenerbahçe Istanbul |
| Ergebnis             | 0:0 n. V. |
| Datum                | 8. März 1935 |
| Stadion              | Taksim-Stadion, Istanbul |
| Schiedsrichter       | Şazi Tezcan |
| Tore                 | keine |
| Galatasaray Istanbul | Avni Kurgan – Osman Alyanak, Lütfü Aksoy, İbrahim Tusder, Suavi Atasagun, Fahir Bekdik, Fazıl Özkaptan, Adnan Bindal, Münevver Epirden, Danyal Vuran, Necdet Cici Cheftrainer: Hans Baar ( Österreich) |
| Fenerbahçe Istanbul  | Bedii Yazıcı – Fazıl Arzık, Yaşar Alpaslan, Esat Kaner, Ali Rıza Tansı, Cevat Seyit, Fikret Arıcan, Namık Erbay, Niyazi Sel, Muzaffer Çizer, Şaban Topkanlı Cheftrainer: James Donnelly ( Irland)      |

Entscheidungsspiel
| Paarung              | Fenerbahçe Istanbul – Galatasaray Istanbul |
| Ergebnis             | 1:0 n. V. (0:0) |
| Datum                | 15. März 1935 |
| Stadion              | Fenerbahçe Stadı, Istanbul |
| Schiedsrichter       | Şazi Tezcan |
| Tore                 | 1:0 Niyazi Sel (105.) |
| Fenerbahçe Istanbul  | Bedii Yazıcı – Fazıl Arzık, Yaşar Alpaslan, Esat Kaner, Ali Rıza Tansı, Cevat Seyit, Fikret Arıcan, Namık Erbay, Niyazi Sel, Muzaffer Çizer, Şaban Topkanlı Cheftrainer: James Donnelly ( Irland) |
| Galatasaray Istanbul | Avni Kurgan – Osman Alyanak, Lütfü Aksoy, İbrahim Tusder, Kadri Dağ, Fahir Bekdik, Fazıl Özkaptan, Adnan Bindal, Münevver Epirden, Danyal Vuran, Necdet Cici Cheftrainer: Hans Baar ( Österreich) |

### İstanbul Şildi
| R  | Datum            | Gegner              | Ort                        | Ergebnis |
| -- | ---------------- | ------------------- | -------------------------- | -------- |
| 1  | 5. Oktober 1934  | Doğanspor           | Taksim-Stadion, Istanbul   | 8:1      |
| 2  | 7. Dezember 1934 | Haliç               | Taksim-Stadion, Istanbul   | 8:1      |
| 3  | 22. März 1935    | Anadolu             | Taksim-Stadion, Istanbul   | 3:2      |
| VF | 10. Mai 1935     | Fenerbahçe Istanbul | Fenerbahçe Stadı, Istanbul | 1:2      |

### Şeref Turnuvası
| Datum            | Gegner              | Ort                      | Ergebnis  | Tor(e) für Galatasaray Istanbul |
| ---------------- | ------------------- | ------------------------ | --------- | ------------------------------- |
| 29. Oktober 1934 | Fenerbahçe Istanbul | Taksim-Stadion, Istanbul | 0:1 (0:0) | keine                           |
| 4. November 1934 | Beşiktaş Istanbul   | Taksim-Stadion, Istanbul | 1:1 (0:0) | 1:0 Uman (55. Eigentor)         |

### Spielerstatistiken
| Şemsi Abdi       | 1  | 0 | 0 | 0 |
| Lütfü Aksoy      | 11 | 2 | 0 | 0 |
| Cafer Akyaz      | 4  | 1 | 0 | 0 |
| Osman Alyanak    | 13 | 0 | 0 | 0 |
| Bekir Arun       | 2  | 0 | 0 | 0 |
| Suavi Atasagun   | 6  | 0 | 0 | 0 |
| Faruk Barlas     | 2  | 0 | 0 | 0 |
| Fahir Bekdik     | 7  | 0 | 0 | 0 |
| Nihat Bekdik     | 9  | 2 | 0 | 0 |
| Adnan Bindal     | 13 | 0 | 0 | 0 |
| Salahattin Buda  | 3  | 1 | 0 | 0 |
| Necdet Cici      | 13 | 4 | 0 | 1 |
| Kadri Dağ        | 7  | 1 | 0 | 0 |
| Münevver Epirden | 14 | 5 | 0 | 0 |
| Hızır Hantal     | 1  | 0 | 0 | 0 |
| Gündüz Kılıç     | 0  | 0 | 0 | 0 |
| Avni Kurgan      | 13 | 0 | 0 | 0 |
| Rasih Minkari    | 2  | 1 | 0 | 0 |
| Fazıl Özkaptan   | 11 | 5 | 0 | 0 |
| İbrahim Tusder   | 14 | 1 | 0 | 0 |
| Danyal Vuran     | 14 | 7 | 0 | 0 |